# Agència de Kathiawar Oriental
L'agència de Kathiawar Oridental fou una entitat britànica de l'Índia que agrupava a diversos estats, creada el 1924 i que va existir fins al 1947 quan es va formar la Unió de Saurashtra reagrupant els estats de la península de Kathiawar. Depenia de l'agència de l'Índia Occidental.
Formaven l'agència els següents estats als prants de Gohelwar i de Jhalawar:
- Bhaunagar o Bhavnagar, dinastia Gohel Rawal Rajput
- Palitana, dinastia Gohel Rajput
- Jasdan, dinastia kathi
- Vala, dinastia Gohel Rawal Rajput
- Lathi, dinastia Gohel Rawal Rajput
- Bhadli, dinastia kathi
- Itaria, dinastia kathi
- Kotra Pitha, dinastia kathi
- Yankia, dinastia kathi
- Kariana, dinastia kathi
- Akadia, Chavada rajputs
- Alampur, Gohel rajputs
- Babra, kathis
- Bhandaria, kamalies ahirs
- Bhojavadar, Gohel rajputs
- Bildi, sindis
- Boda-no-nes, kamalies ahirs
- Chamardi, Gohel rajputs
- Chiroda, Sarvaiya rajputs
- Chitravav, Gohel rajputs
- Chok, Sarvaiya rajputs
- Datha, Sarvaiya rajputs
- Dedarda, Sarvaiya rajputs
- Derdi-Janbai, charans
- Dhola, Gohel rajputs
- Gadhali, Gohel rajputs
- Gadhoola, Gohel rajputs
- Gandhol, Gohel rajputs
- Iavej, Sarvaiya rajputs
- Jalia Amaraji, Sarvaiya rajputs
- Jalia Manaji, Sarvaiya rajputs
- Juna Padar, khasia koli
- Kamadhia, mirs musulmans
- Kanjarda, Sarvaiya rajputs
- Katodia, Gohel rajputs
- Khijadia, musulmans sayyids
- Khijadia Dosaji, Gohel rajputs
- Limbda, Gohel rajputs
- Morchopna, kamalies ahirs
- Nilvala, kathis
- Pachhegam, Gohel rajputs
- Pah, Sarvaiya rajputs
- Panchavada, Sarvaiya rajputs
- Rajpara, Sarvaiya rajputs
- Ramanka, Gohel rajputs
- Randhia, musulmans sayyids
- Ranigam, Sarbaiya rajputs i kathis
- Ratanpur Dhamanka, Gohel rawals rajputs
- Rohisala, Sarbaiya rajputs
- Samadhiala, Sarbaiya rajputs
- Samadhiala (Chabharia), Sarbaiya rajputs
- Samadhiala (Charan), Gohle rajputs
- Sanala, Sarbaiya rajputs
- Sata-no-nes, kamalies ahirs
- Shevdivadar, khasia kolis
- Songadh, Gohel rajputs
- Toda Todi, Gohel rajputs
- Vadal, kamalia ahirs
- Vadod, Gohel rajputs
- Vangadhra, Gohel rajputs
- Vavdi Dharvala, Gohel rajputs
- Vavdi Vachhani, Gohel rajputs
- Vija-no-nes, khasia kolis
- Dhrangadhra, Jhala rajputs
- Limbdi, Jhala rajputs
- Wadhwan, Jhala rajputs
- Chuda, Jhala rajputs
- Lakhtar, Jhala rajputs
- Sayla, Jhala rajputs
- Bajana, Jats Maleks
- Muli, Parmar rajputs
- Patdi, kunbis
- Vanod, Jats maleks
- Anandpur, kathis
- Bhoika, Jhala Rajputs
- Chotila, kathis
- Dasada, Maleks
- Rai-Sankli, kunbis
- Rajpur, Jhala rajputs
- Sanosra, kathis
- Vadod, Jhala rajputs
- Ankevalia, Jhala rajputs
- Bamanbore, Kathis
- Bhadvana, Kathis
- Bhalala, Kathis
- Bhalgamda, Kathis
- Bharejda, Kathis
- Bhathan, Jhala rajputs
- Bhimora, Kathis
- Chachana, Jhala rajputs
- Chhalala, Jhala rajputs
- Chobari, Kathis
- Darod, Jhala rajputs
- Devlia, Jhala rajputs
- Dudhrej, Jhala rajputs
- Gedi, Jhala rajputs.
- Gundiali, Jhala rajputs
- Jakhan, Jhala rajputs
- Jamar, Jhala rajputs
- Jhampodad, Jhala rajputs
- Jhinjhuvada (inclou Rozva), kolis
- Kamalpur, Jhala rajputs
- Kantharia, Jhala rajputs
- Karmad, Jhala rajputs
- Karol, Jhala rajputs
- Kesria, Jhala rajputs
- Khambhlav, Jhala rajputs
- Khandia, Jhala rajputs
- Kherali, Jhala rajputs
- Laliyad, Jhala rajputs
- Matra Timba, Kathis
- Mevasa, Kathis
- Munjpur, Parmar rajputs
- Palali, Jhala Rajputs
- Paliyad, Kathis
- Ramparda, Kathis
- Sahuka, Jhala rajputs
- Samla, Jhala rajputs
- Sejakpur, Kathis
- Sudamda-Dhandalpur, Kathis
- Talsana, Jhala rajputs
- Tavi, Jhala Rajputs
- Untdi, Jhala rajputs
- Vana, Jhala rajputs
- Vanala, Jhala rajputs
- Vithalgadh, Kayasth Prabhu